# Luxemburgs herrlandslag i fotboll
Luxemburgs herrlandslag i fotboll spelade sin första landskamp den 29 oktober 1911 mot Frankrike i Luxemburg och förlorade med 1-4. I EM-kvalet 2024 säkrade man en playoff-plats via UEFA Nations League.

## Låg ranking
Luxemburg är inom fotbollsvärlden associerad med att vara relativt lätt motstånd. De har genom hela sin historia haft det tufft mot Europas stora fotbollsnationer. Den högsta placeringen de haft på FIFA-rankingen är 82:a plats. Den 17 november 2023 erhöll de en 87:e plats, vilket är en framgång gentemot deras genomsnittsplacering på 130. De största framgångarna nåddes mellan 1920-talet och 1970-talet. Största framgången för Luxemburg i modern tid inträffade 2008 när de slog Schweiz med 2-1 på bortaplan i kvalet till VM 2010. Mellan 1995 och 2007 vann man ingen match. Sviten bröts efter 2-1 mot Gambia 2007.

## Resultat i urval
Luxemburg har varken kvalat in till VM eller EM. Man ställde inte upp 1960 som var i cupformat, Europacupen. Men i EM 1964 som även då var i cupformat nåddes en liten framgång. Man slog ut Nederländerna efter 1–1 och 2–1 (båda på bortaplan). I kvartsfinalen mot Danmark blev resultaten 3–3 och 2–2 och det blev omspel, där Danmark vann med 1–0. I kvalet 1968 slutade Luxemburg med endast en poäng efter en mållös match mot Polen. Kvalet 1972 hamnade Luxemburg med Östtyskland, Holland och Jugoslavien. Luxemburg tog återigen bara en poäng, den här gången genom 0-0 mot Jugoslavien. Det innebar att Luxemburg slutade sist i båda kvalen.
Kvalet 1976 slutade med sex raka förluster, men sju mål gjordes. Målen gjordes av: Gilbert Dussier (3), Paul Philipp (2) och Nico Braun (1). 1980 slutade med 5 förluster och 1 oavgjord, mot Sverige hemma. Målskytt för Luxemburg var Braun på en straff. Luxemburg slutade för tredje gången med 1 poäng och för fjärde gången sist. 1984 slutade med 8 raka förluster. Motståndarna var Danmark, England, Grekland och Ungern. Tredje EM-kvalmatchen noterade man sin största förlust mot England (0-9).
1988 blev det 7 förluster och en oavgjord. Den oavgjorda matchen var hemma mot Skottland (0-0) och Luxemburg kom därmed återigen sist med en poäng. 1992 kom Luxemburg sist med 6 raka förluster, men med 2 mål. Målen gjordes mot Tyskland där det blev en förlust med 2-3. Det dröjde inte förrän EM-kvalet 1996 då Luxemburg äntligen slapp komma sist i gruppen och tog sina hittills största framgångar. Kvalet gav Luxemburg tre segrar och en oavgjord. Bland annat skrällsegern hemma mot Tjeckien med 1-0. Man besegrade även Malta (1-0 både hemma och borta), samt 0-0 hemma mot Vitryssland och samlade ihop tio poäng i sin kvalgrupp och förbättrade sin position på UEFA:s europaranking betydligt och undvek därmed jumboplatsen i kvalgruppen.
Kvalet till EM 2000 i Holland/Belgien slutade med 8 raka förluster. Deras bästa prestation var att pressa Polen på hemmaplan som knappt vann med 3-2. 2004 slutade också med 8 raka förluster i en kvalgrupp med Bosnien, Danmark, Norge och Rumänien. EM-kvalet 2008 i Österrike/Schweiz vann man sin fjärde EM-kvalmatch då Vitryssland besegrades borta med 1-0. Alphonse Leweck gjorde Luxemburgs mål på övertid. Men den 10 september 2008 i kvalet till fotbolls-VM 2010 kom ett av de bästa resultaten i Luxemburgs fotbollshistoria i modern tid då Schweiz besegrades på bortaplan med 2-1. Återigen var det Alphonse Leweck som blev matchhjälte. Luxemburg spelade även oavgjort två gånger mot Moldavien och efter 14 år av jumboplats tog Luxemburg nästsista platsen i gruppen med fem poäng.
I Kvalet till EM 2016 fick Luxemburg 4 poäng. Det efter 1-1 hemma mot Vitryssland och en vinst hemma mot Makedonien med 1-0. 2017 gjorde Luxemburg en rejäl skräll borta mot blivande världsmästarna Frankrike i Kvalspelet till världsmästerskapet i fotboll 2018 där resultatet blev oavgjort.
I kvalet till EM 2024 gjorde Luxemburg sin bästa insats någonsin i ett mästerskapskval. Laget slutade på en tredjeplats i gruppen, genom att vinna båda mötena med Bosnien-Hercegovina, med totalt 6 mål i de två matcherna, seger och kryss mot Island samt inte oväntat vinna båda mötena med Liechtenstein, vilket blev totalt 5 vinster och 17 poäng. Genom deras placering i UEFA Nations League ledde detta till att kvalificerade de sig till EM-playoff.

## VM-kval
- I kvalet till VM 1974 blev det bara en vinst med 2–0 mot Turkiet.
- I kvalet till VM 1978 blev det 6 raka förluster.
- I kvalet till VM 1982 blev det 8 raka förluster.
- I kvalet till VM 1986 blev som VM 1982 kvalet, 8 raka förluster och 0 poäng.
- I kvalet till VM 1990 fixade man 1 poäng, borta mot Belgien då blev det 1–1.
- I kvalet till VM 1994 knep man 1 poäng, hemma mot Island (1–1).
- I kvalet till VM 1998 blev det 8 raka förluster.
- I kvalet till VM 2002 blev det 10 raka förluster.
- I kvalet till VM 2006 blev det 12 raka förluster.
- I kvalet till VM 2010 tog man 1 vinst mot Schweiz (2-1) och två poäng mot Moldavien.
- I kvalet till VM 2014 blev det en mindre framgång poängmässigt (6p). Luxemburg spelade oavgjort i båda matcherna mot Azerbajdzjan och en mot Nordirland. Man vann Nordirland hemma med 3-2.
- I kvalet till VM 2018 gjorde man ett ännu bättre kval. Vinst mot Vitryssland samt pinne mot blivande världsmästarna Frankrike, Bulgarien och Vitryssland.
- I kvalet till VM 2022 gjorde man sitt bästa kval till ett VM genom att ta hem tre vinster, mot Irland och båda mötena med Azerbajdzjan. Dessutom var man seedad 4 av 6 inför lottningen tack vare en strålande insats i Uefa Nations League.

## OS
Luxemburgs fotbollslandslag var tidigare en återkommande deltagare i de olympiska spelens fotbollsturneringar. Laget vann 1948 sin resultatmässigt största seger då man slog Afghanistan med 6-0 i förrundan men förlorade med 1-6 mot Jugoslavien i kvartsfinalen. I OS 1952 vann Luxemburg mot Storbritannien med 5-3 i förrundan men åkte ut med 1-2 mot Brasilien i åttondelsfinalen.
Landslaget har deltagit i Olympiska spelen 1920, 1924, 1928, 1936, 1948 och 1952.

## Spelare

### Nuvarande trupp
Följande spelare var uttagna till vänskapsmatcherna mot Sverige och Schweiz den 22 respektive 25 mars 2025.
Antalet landskamper och mål är uppdaterade senast efter matchen mot Schweiz den 25 mars 2025.
| Nr | Pos. | Namn                   | Födelsedatum (ålder) | Matcher | Mål |               | Klubb                    |
| -- | ---- | ---------------------- | -------------------- | ------- | --- | ------------- | ------------------------ |
| 1  | MV   | Anthony Moris          | 29 april 1990        | 73      | 0   | Belgien       | Union Saint-Gilloise     |
| 12 | MV   | Tiago Pereira Cardoso  | 7 april 2006         | 4       | 0   | Tyskland      | Borussia Mönchengladbach |
| 23 | MV   | Lucas Fox              | 2 oktober 2000       | 0       | 0   | Tyskland      | 1. FC Bocholt            |
|    |      |                        |                      |         |     |               |                          |
| 2  | F    | Seid Korać             | 20 oktober 2001      | 12      | 2   | Serbien       | Vojvodina                |
| 3  | F    | Enes Mahmutović        | 22 maj 1997          | 37      | 0   | Nederländerna | NAC Breda                |
| 13 | F    | Dirk Carlson           | 1 april 1998         | 62      | 0   | Österrike     | St. Pölten               |
| 14 | F    | Eric Veiga             | 18 februari 1997     | 8       | 0   | Portugal      | AVS                      |
| 18 | F    | Laurent Jans           | 5 augusti 1992       | 112     | 1   | Belgien       | Beveren                  |
| 20 | F    | Eldin Džogović         | 8 juni 2003          | 9       | 0   | Tyskland      | 1. FC Magdeburg          |
| 22 | F    | Marvin Martins         | 17 februari 1995     | 39      | 3   | Österrike     | Austria Wien             |
|    |      |                        |                      |         |     |               |                          |
| 4  | MF   | Florian Bohnert        | 9 november 1997      | 52      | 1   | Frankrike     | Bastia                   |
| 6  | MF   | Tomás Moreira          | 26 juni 2005         | 5       | 0   | Portugal      | Benfica                  |
| 7  | MF   | Yvandro Borges Sanches | 24 maj 2004          | 26      | 3   | Tyskland      | Borussia Mönchengladbach |
| 8  | MF   | Christopher Martins    | 19 februari 1997     | 75      | 1   | Ryssland      | Spartak Moskva           |
| 11 | MF   | Vincent Thill          | 4 februari 2000      | 55      | 3   | Azerbajdzjan  | Sabah                    |
| 15 | MF   | Lars Gerson            | 5 februari 1990      | 98      | 4   | Norge         | Kongsvinger              |
| 16 | MF   | Leandro Barreiro       | 3 januari 2000       | 63      | 2   | Portugal      | Benfica                  |
| 19 | MF   | Mathias Olesen         | 21 mars 2001         | 30      | 1   | Tyskland      | 1. FC Köln               |
| 21 | MF   | Enzo Duarte            | 28 juni 2009         | 0       | 0   | Tyskland      | Borussia Dortmund        |
|    |      |                        |                      |         |     |               |                          |
| 5  | A    | Alessio Curci          | 16 februari 2002     | 15      | 1   | Belgien       | Francs Borains           |
| 9  | A    | Danel Sinani           | 5 april 1997         | 71      | 14  | Tyskland      | FC St. Pauli             |
| 10 | A    | Gerson Rodrigues       | 20 juni 1995         | 70      | 23  | Portugal      | AVS                      |
| 17 | A    | Brian Madjo            | 12 januari 2009      | 2       | 0   | Frankrike     | FC Metz                  |
|    | A    | Michael Omosanya       | 25 december 1999     | 4       | 0   | Frankrike     | Thionville               |

### Kända spelare
- Alphonse Leweck

### Spelarrekord
| Nr | Namn              | Landslagskarriär | Landskamper |
| -- | ----------------- | ---------------- | ----------- |
| 1  | Laurent Jans      | 2012–            | 112         |
| 2  | Mario Mutsch      | 2005–2019        | 102         |
| 3  | Daniel da Mota    | 2007–2021        | 101         |
| 4  | Jeff Strasser     | 1993–2010        | 98          |
| 4  | Lars Krogh Gerson | 2008–            | 98          |

| Nr | Namn             | Landslagskarriär | Mål |
| -- | ---------------- | ---------------- | --- |
| 1  | Gerson Rodrigues | 2017–            | 23  |
| 2  | Léon Mart        | 1933–1946        | 16  |
| 3  | Aurélien Joachim | 2005–2019        | 15  |
| 3  | Gusty Kemp       | 1936–1945        | 15  |
| 3  | Nicolas Kettel   | 1946–1959        | 15  |
| 6  | Daniel Sinani    | 2017–            | 14  |
| 7  | Camille Libar    | 1937–1950        | 13  |
| 8  | François Müller  | 1949–1955        | 12  |
| 9  | Jules Gales      | 1948–1952        | 11  |
| 9  | Léon Letsch      | 1947–1961        | 11  |